# Мокрий Мічкасс
Мокрий Мічка́сс (рос. Мокрый Мичкасс) — село у складі Пачелмського району Пензенської області, Росія.
Стара назва — Мокрий Мічкас.
Населення — 383 особи (2010; 483 у 2002).
Національний склад станом на 2002 рік:
- росіяни — 97 %